# Réga (Burkina Faso)
Pour les articles homonymes, voir Rega.
Réga est une localité située dans le département de Zogoré de la province du Yatenga dans la région Nord au Burkina Faso.

## Géographie
Réga se trouve à 7 km au sud-est de Zogoré, le chef-lieu du département, et à environ 40 km au sud-ouest du centre de Ouahigouya. La ville est à 7 km au sud-est de la route nationale 10 allant de Ouahigouya à Tougan.

## Économie
L'économie du village repose principalement sur l'agriculture, l'élevage, et les échanges commerciaux de son marché.

## Santé et éducation
Le centre de soins le plus proche de Réga est le centre de santé et de promotion sociale (CSPS) de Zogoré tandis que le centre hospitalier régional (CHR) se trouve à Ouahigouya.
Réga possède une école primaire publique.